# Публій Корнелій Сципіон Сальвіто
Пу́блій Корне́лій Сципіо́н Сальві́то (також іноді його агномен передають ще як Сальвітіон або Салюціо, лат. Publius Cornelius Scipio Salvito або Salvitone або Salutio; I століття до н. е.) — політичний, державний і військовий діяч пізньої Римської республіки.

## Біографія
Походив з давнього патриціанського роду Корнеліїв, його гілки Сципіонів. Був у родинних зв'язках з переможцем Ганнібала Публія Корнелія Сципіона Африканського. Агномен «Сальвіто» йому був наданий через його схожість із артистом-мімом того часу, що мав таке ж ім'я.
Публій Корнелій Сципіон одружився з Скрибонією, внучкою Гнея Помпея Великого. Це був її другий шлюб, а в Публія перший. Вони мали двох дітей — Публія Корнелія Сципіона, і Корнелію Сципіону, з якою потім одружився Павло Емілій Лепід. У 41/40 роках до н. е. Публій Корнелій Сципіон и був змушений розлучитися зі Скрібонією з політичних причин. Її дядько Секст Помпей примусив її вийти заміж за Октавіана, щоб зміцнити свій союз з ним. Публій Корнелій Сципіон вдруге не одружився.
Існує версія, що він не був чоловіком Скрибонії, а її другим чоловіком був Луцій Корнелій Лентул Марцеллін, ймовірно син Гнея Корнелія Лентула Марцелліна. Луцій Корнелій Лентул Марцеллін був по жіночій лінії родичем Публія Корнелія Сципіона Еміліана. Він був консулом-суффектом 38 року і претором 44 року. Із Скрибонією мав двох синів — Луція Корнелія Лентула Марцелліна, який помер молодим, і Гнея Корнелія Лентула та дочку Корнелію. А Публій Корнелій Сципіон взагалі начебто не одружувався за життя. Ця версія заснована на тому, що у «Fasti Magistrorum Vici» Публія Корнелія Сципіона Сальвіто було названо консулом-суффектом 35 року до н. е., тоді як того року за іншими даними консулом-суффектом був Публій Корнелій Долабелла.
Згідно із Светонієм під час громадянської війни за Рим між Гаєм Юлієм Цезарем і Гнеєм Помпеєм Великим Публій Корнелій Сципіон прийняв бік останнього, після його загибелі підтримав боротьбу Квінта Цецилія Метелла Пія Сципіона Назіки проти Цезаря, 46 року до н. е. взяв участь у декількох битвах, після програшу у битві при Тапсі був помилуваний Цезарем і з сім1єю повернувся до Риму.
Про подальшу його долю відомостей немає.

## Родина
- Дружина Скрибонія
- Діти:

- Публій Корнелій Сципіон, консул 16 року до н. е.
- Корнелія Сципіона.